# Heinrich Heim (Jurist)
Heinrich Heim (* 15. Juni 1900 in München; † 26. Juni 1988 ebenda) war Jurist und SS-Standartenführer in der Zeit des Nationalsozialismus. Während des Zweiten Weltkriegs fungierte er als Adjutant von Martin Bormann im Führerhauptquartier. Aufgrund seiner dort angefertigten Gesprächsprotokolle der Tischgespräche Adolf Hitlers wurde er nach Kriegsende einer breiten Öffentlichkeit bekannt.

## Elternhaus und Jugendzeit
Heinrich Heim wurde im Jahre 1900 als Sohn einer alten und angesehenen bayrischen Juristenfamilie in München geboren. Sein Vater war Richter am Bayerischen Obersten Landesgericht, in der Weimarer Republik Mitglied des Bayerischen Staatsgerichtshofs und zeitweise Mitglied des Disziplinarhofs.
Heim wuchs in Zweibrücken auf, wo er auch die Schule besuchte. Danach studierte er Jura an der Universität München.

## Weimarer Republik
Nachdem er in einem volkswirtschaftlichen Kolleg Rudolf Heß kennenlernte, trat er am 19. Juli 1920 in die NSDAP ein (Mitgliedsnummer 1.782).
Nach bestandenem Universitätsexamen ließ sich Heim in München nieder und arbeitete zusammen mit Hans Frank in einer Kanzleigemeinschaft, wobei er vornehmlich die Belange der von Bormann geleiteten Hilfskasse vertrat.

## Nationalsozialismus
Einem späteren handschriftlichen Brief von Martin Bormann an Heim, datiert auf den 15. April 1936, ist zu entnehmen, dass Heim erst nach 1933 in die neu gegründete Partei eintrat und eine niedrigere Mitgliedsnummer bekam, weil ein früherer Parteieintritt vorgetäuscht werden sollte. Bormann, der das veranlasst haben soll, teilte Heim in diesem Brief mit: „Im übrigen bitte ich mir aus, daß Sie wegen der Sache mit der Nr. u. wegen der Gründe der Beamtenstellung kein Geschrei gegenüber Dritten erheben. Was ich mit ihnen machte, geht nicht mit anderen.“ Heß bescheinigte in einem Schreiben Heims „regen Anteil“ am Parteileben vor 1933, Heim sei lediglich aus nicht näher genannten „besonderen Gründen“ nicht formell der Partei beigetreten. Das Datum für Heims „(Wieder)-Eintritt“ in die NSDAP wurde von 1933 auf den 1. Januar 1931 vordatiert (Mitgliedsnummer 386.127).
Nachdem Heß am 21. April 1933 von Hitler zu seinem Stellvertreter als Führer der NSDAP ernannt worden war, begannen Heß und Bormann mit dem Aufbau einer Parteizentrale. Ab dem 13. August 1933 arbeitete Heim im Stab des Stellvertreters des Führers, wobei ihm in der Folge in der Position eines Reichsamtsleiters in der Abteilung III C die Bearbeitung aller Fragen der Justiz und Gesetzgebung übertragen wurden. 1936 wurde er Regierungsrat und 1939 Ministerialrat im „Stab des StdF“, der 1941 in Partei-Kanzlei umbenannt wurde.
Zwischen Ende 1939 und Herbst 1942 arbeitete Heim als Adjutant von Bormann und war daher während dieser Zeit in Hitlers jeweiligen Hauptquartieren, auch am Berghof, anwesend. Die von Heim zwischen dem 5. Juli 1941 und 7. September 1942 angefertigten Protokolle, in denen er die Worte Hitlers niederschrieb, charakterisierte der Hamburger Historiker Werner Jochmann abwägend mit folgenden Worten: „Auch wenn Heim noch so sehr bemüht war, die Worte seines Führers so getreu und exakt wie möglich zu überliefern, bleiben sie subjektiv gefiltert“. Bedeutung haben die aufgezeichneten Tischgespräche unter anderen, weil sie Auskunft darüber geben, welche Militärs und Zivilisten im Hauptquartier während dieses Zeitraums anwesend waren. Unterbrochen wurden Heims Aufzeichnungen zwischen dem 21. März und 31. Juli 1942, weil er dem ihm nahestehenden Maler Karl Leipold bei der Vorbereitung für eine Ausstellung im Münchener Haus der Kunst half. Vertreten wurde Heim in dieser Zeit im Führerhauptquartier von Oberregierungsrat Henry Picker.
Nach Herbst 1942 kehrte Heim in das Braune Haus zurück und leitete bis Kriegsende ein neu geschaffenes Referat für die Bearbeitung von Grundsatzfragen einer Neugestaltung Europas (vgl. Nationalsozialistische Europapläne). 1943 wurde er SS-Standartenführer (SS-Nummer 278.228).

## Nachkriegszeit
Über Heims Leben nach 1945 ist nichts bekannt. 1952 begann vor dem Düsseldorfer Landgericht ein Rechtsstreit zwischen dem Pariser Verlag Flammarion und dem Athenäum-Verlag in Bad Godesberg, wer die rechtmäßigen Erben der von Heinrich Heim und Henry Picker aufgezeichneten Tischgespräche Hitlers seien. Beide Verlage wollten sich jeweils das alleinige Recht an den Aufzeichnungen sichern.
Als 1980 Heims Niederschriften von Werner Jochmann erstmals in der Bundesrepublik Deutschland veröffentlicht wurden, fasste Rudolf Augstein diese in einem Spiegel-Artikel zusammen und ließ einen Vorabdruck in seinem Nachrichtenmagazin veröffentlichen. Wurden die Aufzeichnungen über viele Jahre als originale Stenogramme eingeschätzt, so stellte sich nun heraus, dass es sich um Gedächtnisprotokolle eines Ohrenzeugen handelte. Die Wochenzeitung Die Zeit schrieb im März 1980 über diese neu gewonnene Erkenntnis: „Nichtsdestoweniger bleiben sie ein einzigartiges historisches Dokument“.

## Literatur

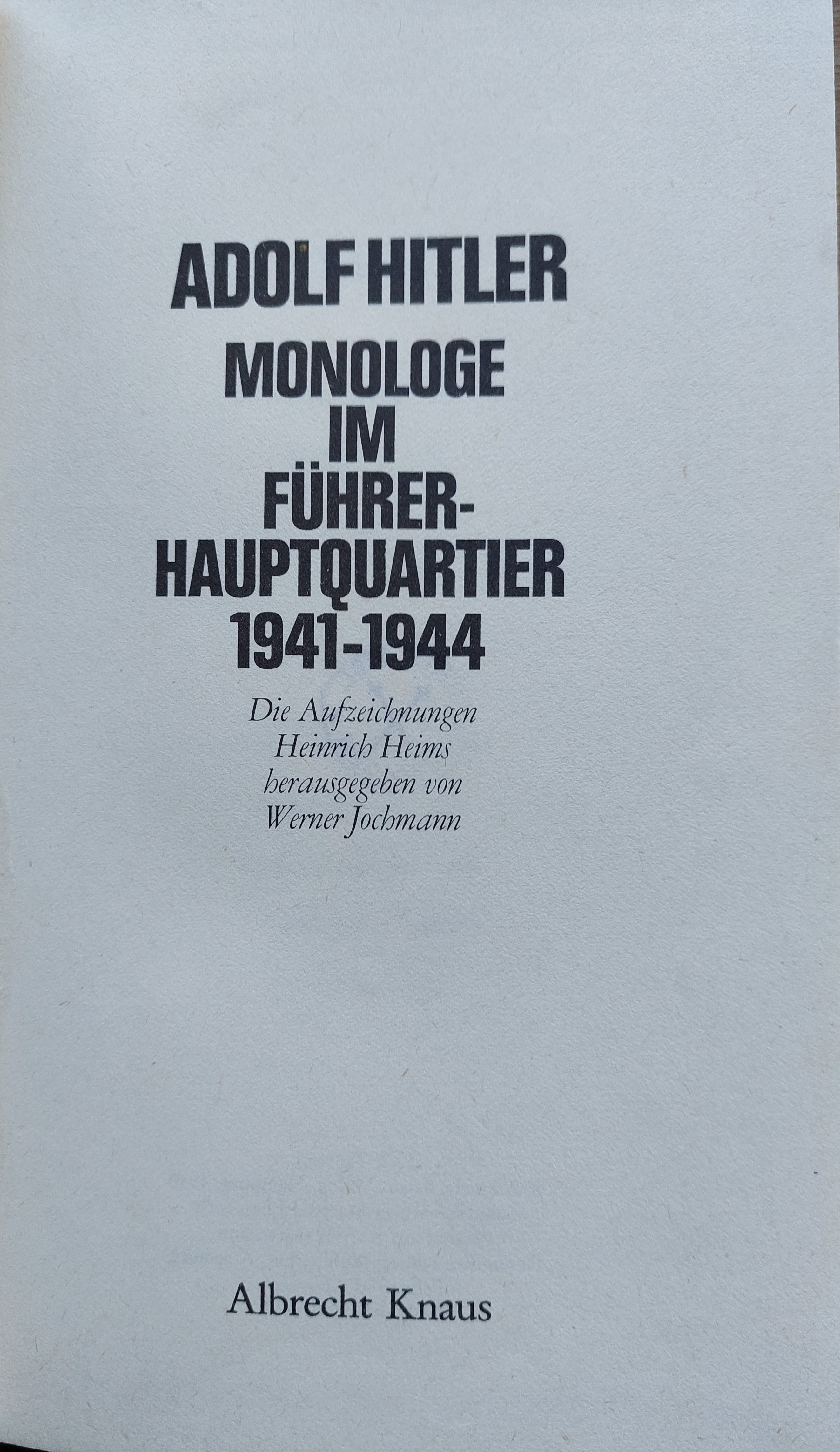
Monologe (1980)